# محمد درويش
محمد درويش (2 يونيو 1991 في الفريديس - ) لاعب كرة قدم فلسطيني، شارك كلاعب وسط ضمن نادي هلال القدس في الدوري الفلسطيني الممتاز للضفة الغربية ومنتخب فلسطين لكرة القدم.

## مسيرته الكرويّة
بدأ درويش مسيرته المهنيّة في نادي الشباب في "مكابى حيفا"، ثمّ تمّ نقله في صيف عام 2010 إلى نادي "نيس تسيونا" من الدوري الوطنيّ. في 14 آب عام 2010 قاد، لأوّل مرّة، الفريق إلى الفوز على نادي "مكابي بئر السبع" بنتيجة 1-0. بتاريخ 9 تشرين ثان عام 2010، سجّل هدفه الأوّل للفريق بالفوز على "مكابي اخاء الناصرة" كجزء من كأس "توتو" بنتيجة 5-1. في كانون الثاني عام 2011 وقّع مع النادي الرياضيّ "اشدود" من دوري الدرجة العليا حتى نهاية الموسم، وفي 2 آذار عام 2011 ظهر لأوّل مرّة في دوري الدرجة العليا بخسارة بنتيجة 3-1 لصالح نادي "هبوعيل بيتح تكفا". في صيف عام 2011 تمّ نقله إلى نادي "عميدار رمات جان" حتى نهاية الموسم.
في صيف عام 2012 حصل على بطاقة لاعبه من نادي "مكابي حيفا" وقّع مع نادي "هبوعيل اشكلون". في 1 شباط عام 2013 تلقّى أوّل بطاقة حمراء في مسيرته الكرويّة بنتيجة تعادل 4-4 ضد نادي " هبوعيل بيتح تكفا". في صيف عام 2013 عاد إلى وجوده بالفريق. في صيف عام 2016 وقّع مع نادي  "هلال القدس.
في 11 من شهر حزيران عام 2015 خسر محمد درويش لأوّل مرّة مع منتخب فلسطين أمام المملكة العربيّة السعوديّة كجزء من تصفيات كأس العالم عام 2018. وفي 24 آذار عام 2016 تمّ طرده بسبب خسارته أمام الإمارات العربيّة المتّحدة بنتيجة 2-0.

## روابط خارجية
- محمد درويش على موقع قاعدة بيانات كرة القدم.إي يو (الإنجليزية)
- محمد درويش على موقع قاعدة بيانات كرة القدم.إي يو (الإنجليزية)
- محمد درويش على موقع ناشيونال فوتبول تيمز (الإنجليزية)
- محمد درويش على موقع Soccerway.com (الإنجليزية)